# Gargara aceripennis
Gargara aceripennis är en insektsart som beskrevs av Jacobi 1941. Gargara aceripennis ingår i släktet Gargara och familjen hornstritar. Inga underarter finns listade i Catalogue of Life.